# Новий Майдан (Хмельницький район)
Но́вий Майда́н —  село в Україні, у Вовковинецькій селищній громаді Хмельницького району Хмельницької області. Населення становить 98 осіб.

## Історія
30 жовтня 1921 р. під час Листопадового рейду у Новому Майдані стався бій між 8-м кінним полком 1-ї бригади 2-ї кавалерійської дивізії московських військ та кінною сотнею Антончика Подільської групи (командувач Михайло Палій-Сидорянський)  Армії Української Народної Республіки. 8-й полк був змушений втекти. Козаки захопили скоростріл з тачанкою і кіньми, 50 коней із сідлами, близько 20 запасних сідел і прапор 8-го кінного полку. Проте і втрати їхні були великими — 20 поранених і більше десятка вбитих. Тяжко поранених було залишено в опіку селянам, як і вбитих, яких вони мали поховати. 
У листопаді 2020 року журналісти Української правди побували у селі і зняли сюжет про Новий Майдан.